# Tournes
Tournes ist eine französische Gemeinde mit 1.058 Einwohnern (Stand: 1. Januar 2022) im Département Ardennes in der Region Grand Est; sie gehört zum Arrondissement Charleville-Mézières und zum Kanton Charleville-Mézières-1. Die Einwohner werden Tournais genannt.

## Geographie
Tournes liegt etwa sieben Kilometer nordwestlich von Charleville-Mézières im Wald der Ardennen. Die Gemeinde gehört zum 2011 gegründeten Regionalen Naturpark Ardennen. Umgeben wird Tournes von den Nachbargemeinden Arreux im Norden und Nordosten, Houldizy im Nordosten und Osten, Damouzy im Osten, Belval im Süden, Haudrecy im Südwesten sowie Cliron im Westen und Nordwesten.
In der Gemeinde liegt der Flugplatz Charleville-Mézières. Durch Tournes führt die Route nationale 43. Der Dienstbahnhof Tournes liegt an den Strecken Charleville-Mézières–Hirson und Liart–Tournes.

## Bevölkerungsentwicklung
| Jahr                       | 1962 | 1968 | 1975 | 1982 | 1990 | 1999 | 2006 | 2019 |
| Einwohner                  | 559  | 509  | 836  | 904  | 1073 | 1075 | 1092 | 1067 |
| Quellen: Cassini und INSEE |      |      |      |      |      |      |      |      |

## Sehenswürdigkeiten
- Kirche Saint-Martin, Turm aus dem 12. Jahrhundert, seit 1923 Monument historique
- Schloss aus dem 16. Jahrhundert, heutiges Rathaus